# Gouvernement Bouabid II
Pour les articles homonymes, voir Bouabid et Gouvernement Bouabid.
Monarchie constitutionnelle
Bouabid I Lamrani III
Le deuxième gouvernement Bouabid est le dix-septième gouvernement du royaume du Maroc depuis son indépendance en 1955. Il est dirigé par le Premier ministre Mohamed Maâti Bouabid. Le gouvernement est formé le 5 novembre 1981 et remplace le Gouvernement Bouabid I. Il est dissous le 30 novembre 1983 et est remplacé par le Gouvernement Lamrani III.

## Composition
| Fonction                                                                         | Nom                            |
| -------------------------------------------------------------------------------- | ------------------------------ |
| Premier ministre                                                                 | Mohamed Maâti Bouabid          |
| Ministre d’État chargé des Affaires étrangères                                   | M’hamed Boucetta               |
| Ministre d’État chargé de la Coopération                                         | Mahjoubi Aherdane              |
| Ministre d’État                                                                  | M’Hamed Bahnini                |
| Ministre d’État                                                                  | Moulay Ahmed Alaoui            |
| Ministre de la Justice                                                           | Moulay Mustapha Belarbi Alaoui |
| Ministre de l’Intérieur                                                          | Driss Basri                    |
| Ministre des Habous et des Affaires Islamiques                                   | El Hachemi El Filali           |
| Ministre du Plan, de la Formation des cadres et de la Formation professionnelle  | Mohamed Douiri                 |
| Ministre de l’Éducation nationale                                                | Azzeddine Laraki               |
| Ministre des Finances                                                            | Abdellatif Jouahri             |
| Ministre de l’Emploi et de la Promotion nationale                                | Mohamed Arsalane Jadidi        |
| Ministre du Commerce, de l’Industrie et du Tourisme                              | Azzeddine Guessous             |
| Ministre de l’Artisanat et des Affaires sociales                                 | Abbas El Fassi                 |
| Ministre de l’Information, de la Jeunesse et des Sports                          | Abdelouahed Belkeziz           |
| Ministre des Transports                                                          | Mansouri Benali                |
| Ministre de l’Energie et des Mines                                               | Moussa Saâdi                   |
| Ministre de la Santé                                                             | Rahal Rahali                   |
| Ministre de la Pêche maritime et de la Marine marchande                          | Bensalem Smili                 |
| Secrétaire général du gouvernement                                               | Abbas Kaïssi                   |
| Ministre des Affaires culturelles                                                | Saïd Belbachir                 |
| Ministre de l’Habitat et de l’Aménagement du territoire                          | M’fadel Lahlou                 |
| Ministre de l’Équipement                                                         | Mohamed Kabbaj                 |
| Ministre délégué auprès du Premier ministre                                      | Abdelkrim Ghallab              |
| Ministre des Postes et des télécommunications                                    | Mohand Laenser                 |
| Ministre de l’Agriculture et de la Réforme agraire                               | Othman Demnati                 |
| Ministre chargé des Relations avec le Parlement                                  | Ahmed Belhaj                   |
| Secrétaire d’État aux Affaires étrangères                                        | Abdelhak Tazi                  |
| Secrétaire d’État auprès du Premier ministre chargé des Affaires sahraouies      | Khalli-Henna Ould Errachid     |
| Secrétaire d’État auprès du Premier ministre chargé des Affaires administratives | Mohamed Toukani                |
| Secrétaire d’État chargé de la Jeunesse et des Sports                            | Abdellatif Semlali             |
| Secrétaire d’État chargé de l’Habitat et de l’Aménagement du territoire          | Abdellatif el-Hajjaji          |